# Paracord
Paracord är ett nylonrep som består av en kärna av trådar som omsluts av ett vävt yttre skal. Repet användes ursprungligen till fallskärmslinor för amerikanska militären under andra världskriget. Från att enbart användas av militären spreds sedan användningen till civilt bruk. 
Paracord har nu blivit ett populärt material bland friluftsmänniskor. Med hjälp av olika typer av knopar tillverkas bland annat armband och andra föremål som till exempel nyckelband för att sätta på ryggsäckar eller knivar. 

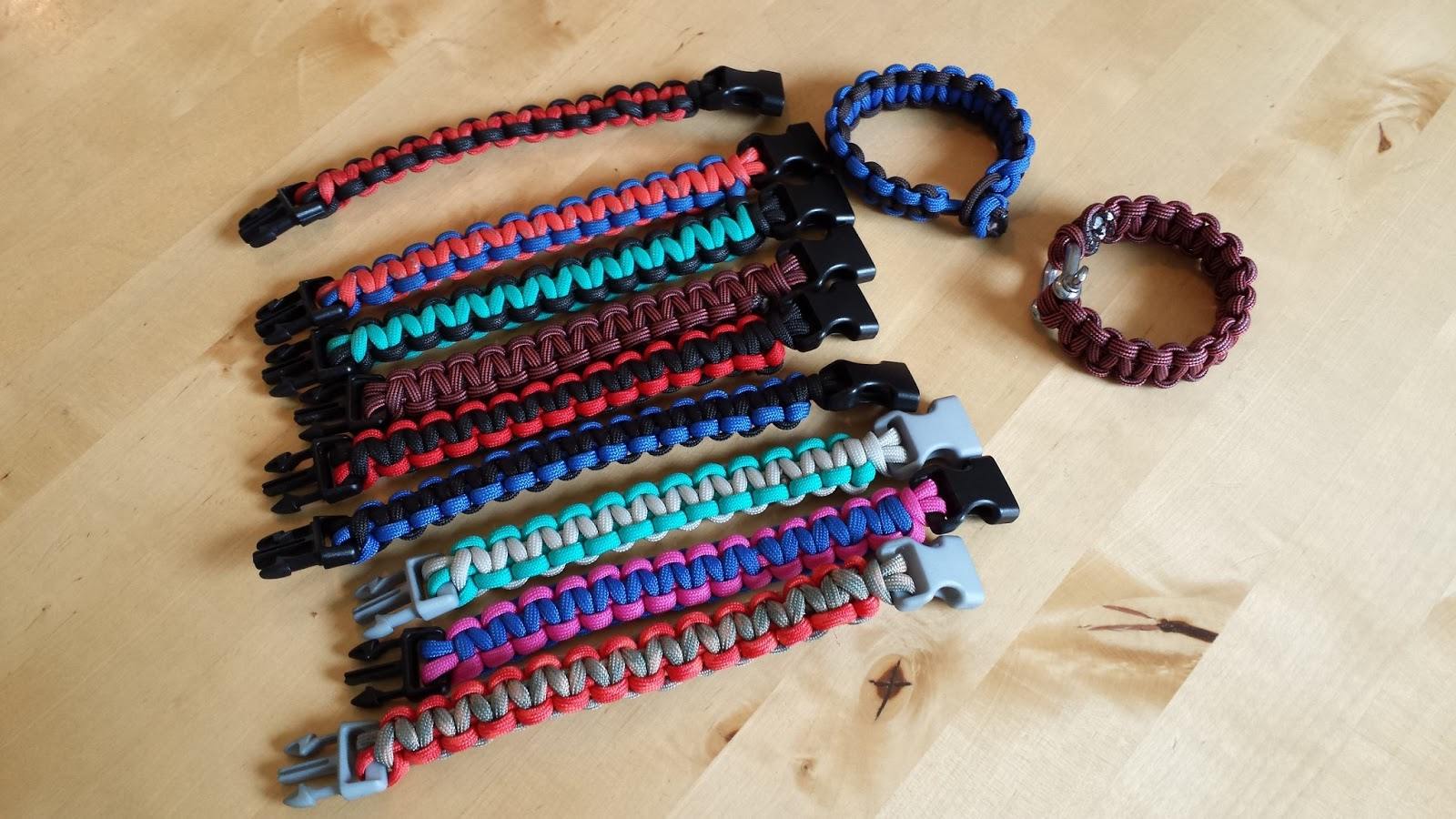
Paracord-armband med kobraknopar (kallas även för Solomon Bar eller Portuguese Sinnet)

Syftet med föremålen som tillverkas är att de ska kunna tas med på till exempel en vandring eller jakt, för att sen kunna användas om man hamnar i en situation när man behöver ett rep. Det är då lätt att sprätta upp armbandet eller nyckelbandet och så har man flera meter hållbar lina att använda. Behöver man mer rep så kan man också plocka ut de inre nylontrådarna och då har man ytterligare meter att använda.
Paracord finns i flera olika varianter. De vanligaste varianterna för hobbyarbeten är 550 Paracord (Type III) och 450 Paracord (Type II). Siffrorna indikerar hållfastheten av linan, dvs 550 Paracord har en hållfasthet på minst 550 pounds. Repet består av ett yttre skal flätat av nylonsträngar samt flera mindre två-lagers nylontrådar. 550 Paracord består av 7 två-lagers nylontrådar, medan 450 Paracord har 4 inre två-lagers nylontrådar. 
Paracord kan köpas i specialbutiker och hobbyaffärer på internet. Repet kan fås i mängder med olika färger och mönster.